# Zec Onatchiway
Pour les articles homonymes, voir Onatchiway.
La zec Onatchiway est une zone d'exploitation contrôlée de 1 462 km2, située dans le territoire non organisé de Mont-Valin, dans la municipalité régionale de comté Le Fjord-du-Saguenay, dans la région administrative Saguenay–Lac-Saint-Jean, au Québec, au Canada.

## Géographie
La limite ouest de la zec est située généralement entre 16 et 20 km de la rivière Péribonka. La zec est bordée:
- à l'ouest par le lac Onatchiway et le Petit lac Onatchiway;
- a nord, par les lacs Rouvray et Limpide;
- au sud-est, par la zec Martin-Valin. La zec Onatchiway est située à 11 km au nord de la limite du parc national des Monts-Valin.

La zec comporte de nombreux cours d'eau, notamment:
- rivières (ou segment de rivière): Onatchiway, Beauséjour, Cannelle, du Portage, au Poivre, de la Tête Blanche, François-Paradis, aux Castors et Vénus;
- ruisseaux: Solitaire, Shipshaw, du Poste, Rouge, à David, Travers et en l'Air.

Les lacs les plus importants sont: lac Onatchiway (à l'ouest), le Petit lac Onatchiway (à l'ouest), Rouvray (au nord), lac au Poivre (au centre), Bergeron (à l'est) et Beauséjour (au centre). Parmi les lacs accessibles à la pêche sportive, il y a les lacs: Clair, Lessard, Pétamban, des Nymphes, Saint-Martin, McNaughton, Coghill, 1er lac Price, 2e lac Price, du Castor, Craig, Petit lac Croche, Bob, Grand lac Croche, Petit lac Culotte et les Étangs Fortin.
Les routes les plus importantes pour l'accès au territoire sont les routes Shipshaw et Bras Louis. Trajets pour accéder aux postes d'accueil de la zec:
- Poste Onatchiway (principal poste d'accueil de la zec): accessible à partir de la route qui longe la rivière Shipshaw (chemin Price);
- Poste du Bras-Louis: accessible à partir de chemin Lévesque qui mène au centre de ski Le Valinouët.

Note: Les utilisateurs de la zec pourront acquitter aux postes d'accueil les droits d'accès, les droits journaliers ou saisonniers de pêche et/ou de chasse, les différents permis de chasse et de pêche. Ils pourront aussi se procurer les cartes du territoire etc., un service de restauration légère. Et se renseigner sur le territoire.

## Historique et organisation

### Avant la zec
- 1938 : Début des chantiers de coupe forestière
- 1942 : Fondation du Club Château du Nord dans le secteur des Huit-Chutes
- 1946 : Fondation du Onatchiway Fish & Game Club (devenu Club Onatchiway en 1960, puis Club Beauséjour en 1976 et finalement    Société de chasse et pêche du Beauséjour en 1993)
- 1948 : Construction du barrage Onatchiway
- 1955 : Construction du barrage Pamouscachiou
- 1961 : Fin des chantiers de coupe forestière
- 1973 : Début de la fin pour les clubs privés

### Depuis la création de la zec
- 1978 : Formation du réseau des zones d'exploitation contrôlée (ZEC) par le Gouvernement du Québec et création de la ZEC Onatchiway
- 1979 : Formation des zones de restrictions A et B divisées en dix secteurs
- 1982 : Ouverture du poste d'accueil de Pamouscachiou au nord de la ZEC
- 1986 : Naissance du Club de Motoneige Onatchiway pour la gestion du territoire et des sentiers durant l'hiver
- 1992 : Annexion du secteur du Lac Didyme et ouverture du poste d'accueil Bras-Louis au sud-est du territoire
- 1994 : Reprise des activités de coupe forestière
- 1997 : Fin du système des zones de restrictions A et B, les dix secteurs conservent une valeur géographique uniquement
- 2005 : Fermeture du poste d'accueil de Pamouscachiou pour trop faible achalandage
- 2010 : Incendie majeur au poste d'accueil Onatchiway : 200 remises contenant environ 400 motoneiges ainsi que la surfaceuse du Club de Motoneige Onatchiway passent au feu et entrainent des coûts de plus de 200 000$

## Organisation du territoire
| #      | Nom du secteur | Aire (km2) | Chemin Principal | Chemin Principal                                                           | Chemin Principal | Chemin du Bras-Louis | Chemin du Bras-Louis                                              | Chemin du Bras-Louis |
| #      | Nom du secteur | Aire (km2) | Km d'accès       | Principaux lacs                                                            | Attraits et services | Km d'accès           | Principaux lacs                                                   | Attraits et services |
| Zone A | Zone A         | Zone A     | Zone A           | Zone A                                                                     | Zone A | Zone A               | Zone A                                                            | Zone A |
| ------ | -------------- | ---------- | ---------------- | -------------------------------------------------------------------------- | --- | -------------------- | ----------------------------------------------------------------- | --- |
| 1      | Huit-Chutes    | 135        | 2 et 14          | - des Fourches - des Huit-Chutes - Perron - Charles-Eugène                 | - Belvédère de la chute - Kayak sur la rivière des Huit-Chutes - Chapelle des Huit-Chutes | 25                   | - à Jim - Didyme                                                  | - Poste d'accueil du Bras-Louis - Glacière du Lac McKnight (hiver seulement) |
| 2      | La Hache       | 278        | 18               | - Desmeules - de la Petite Hache - du Bois Sec - Laban                     | - Camping aménagé (Ruis. McCracken, 7 places) - Location de chaloupe (Lac Desmeules) | 28, 35 et 42         | - Élan - Pierre - de la Tente - Mandan - Léger - Boiteux - Pauvre | - Camping aménagé (Lac Anna, 20 places) (Lac Miroir, 10 places) - Camping rustique (Lac Ernest, 2 places) (Lac Pashku, 2 places) (Lac Élan, 2 places) - Location de chaloupes (Lacs Élan, Pierre, Mandan et Boiteux) |
| 3      | Beauséjour     | 179        | 23               | - Silver - à David - Edwards - Clair - Cannelle - Beauséjour - Revolver    | - Chute Beauséjour - Île du Lac Cannelle - Camping aménagé (Lac Cannelle, 10 places) (Km 23, 16 places) - Location de chaloupe (Lacs Cannelle et Beauséjour) - Société de Chasse et Pêche du Beauséjour (chalets et chaloupes aux membres) | 47                   | - Marcel - Diana                                                  | - Crucifix du Lac Diana (accès en hiver seulement) |
| 4      | Ross           | 142        | 9                | - Jeannot 1 et 2 - Ross                                                    | - Poste d'accueil Onatchiway | -                    | -                                                                 | - |
| Zone B |                |            |                  |                                                                            | |                      |                                                                   | |
| 5      | Poivre         | 135        | 31               | - au Poivre - du Bouleau - David (Grand) - Triangulaire                    | - Location de chaloupe (Lacs au Poivre et David) | -                    | -                                                                 | - |
| 6      | La Blanche     | 151        | 23               | - Culotte - Jeannot 3 - Coop - Bergeron - Morin                            | - Falaises du Lac Bergeron - Sentiers du Lac Poisson (VTT, randonnée pédestre) - Location de chaloupe (Lac Jeannot 3) - Installations de pêche à gué (Petit Lac Culotte)                                                                   | 54 et 64             | - Éléphant - Bergeron - aux Oies                                  | - Sentiers de la Rivière François-Paradis (VTT, randonnée pédestre) |
| 7      | Azur           | 116        | 31 et 48         | - des Petits pins - Chapeau - de l'Arrivée                                 | - Belvédère des Petits Pins | 74 et 81             | - Maurice (Grand) - Azur - Vénus - Stelle - Florian               | - Sentiers du Lac Florian (VTT, randonnée pédestre) |
| 8      | Louise         | 154        | 35, 38 et 43     | - Louise - Solitaire - Jumeau (Est et Ouest) - Grand - Travers - des Baies | - Baie de Beauchesne - Location de chaloupe (Lacs Louise et des Baies) | -                    | -                                                                 | - |
| 9      | Portage        | 67         | 48 et 57         | - Clair (Grand) - du Grand Portage - du Petit Portage - Choquette          | - Installations de pêche à gué (Étangs Fortin) | -                    | -                                                                 | - |
| 10     | Rouvray        | 120        | 48               | - Rouvray - aux Huards - Saint-Martin - des Nymphes - Croche (Grand)       | - Installations de pêche à gué (Grand Lac Croche) - Location de chaloupe (Lacs Rouvray et aux Huards) | -                    | -                                                                 | - |

## Plans d'eau et statistiques de pêche
| #  | Nom du lac           | Secteur     | Captures | Quota | Poids moyen (g) | Débarcadère(s) | Location de chaloupe |
| -- | -------------------- | ----------- | -------- | ----- | --------------- | -------------- | -------------------- |
| 1  | Lac Louise           | Louise      | 7087     | 10000 | 133             | 1              | Oui                  |
| 2  | Lac au Poivre        | Poivre      | 7024     | 15000 | 127             | 2              | Oui                  |
| 3  | Lac Rouvray          | Rouvray     | 4718     | 15000 | 197             | 2              | Oui                  |
| 4  | Lac Cannelle         | Beauséjour  | 2907     | 4800  | 199             | 1              | Oui                  |
| 5  | Lac des Huit-Chutes  | Huit-Chutes | 2898     | 5000  | 126             | 1              | Non                  |
| 6  | Lac Beauséjour       | Beauséjour  | 2762     | 6000  | 206             | 1              | Oui                  |
| 7  | Lac Grand            | Louise      | 2732     | 3500  | 142             | 1              | Non                  |
| 8  | Lac Mandan           | La Hache    | 2281     | 6500  | 143             | 1              | Oui                  |
| 9  | Lac Desmeules        | La Hache    | 2279     | 4000  | 115             | 2              | Oui                  |
| 10 | Lac Bergeron         | La Blanche  | 2027     | 5000  | 105             | 1              | Non                  |
| 11 | Lac des Baies        | Louise      | 1976     | 4000  | 132             | 1              | Oui                  |
| 12 | Lac Élan             | La Hache    | 1939     | 2100  | 104             | 1              | Oui                  |
| 13 | Lac Ross             | Ross        | 1557     | 2500  | 85              | Aucun          | Non                  |
| 14 | Lac Pierre           | La Hache    | 1504     | 4000  | 101             | 1              | Oui                  |
| 15 | Lac Brûlé            | La Hache    | 1326     | 1500  | 178             | 1              | Non                  |
| 16 | Lac Vénus            | Azur        | 1245     | 2500  | 163             | Aucun          | Non                  |
| 17 | Lac Léger            | La Hache    | 1161     | 3900  | 98              | 1              | Non                  |
| 18 | Lac Marcel           | Beauséjour  | 1154     | 1200  | 208             | Aucun          | Non                  |
| 19 | Lac Edwards          | Beauséjour  | 1149     | 2200  | 212             | 1              | Non                  |
| 20 | Lac du Grand Portage | Portage     | 1148     | 3000  | 107             | 1              | Non                  |
| 21 | Lac Éléphant         | La Blanche  | 1102     | 2000  | 86              | Aucun          | Non                  |
| 22 | Lac du Bois Sec      | La Hache    | 1090     | 2100  | 126             | 1              | Non                  |
| 23 | Lac Solitaire        | Louise      | 1033     | 3000  | 120             | Aucun          | Non                  |
| 24 | Lac Boyle            | Beauséjour  | 984      | 1400  | 160             | 1              | Non                  |
| 25 | Grand Lac Clair      | Portage     | 972      | 2500  | 135             | 2              | Non                  |

## Chasse et pêche
Sur territoire de la zec, plusieurs plans d'eau sont équipés d'une rampe de mise à l'eau. La zec met à la disposition des utilisateurs un service de location de chaloupes sur différents plans d'eau. Tandis que des canots sont disponibles aux postes d'accueil.

## Hydrographie
| Bassins primaires                                | Bassins secondaires                   | Bassin tertiaires                         | Principaux lacs                                                                          |
| ------------------------------------------------ | ------------------------------------- | ----------------------------------------- | ---------------------------------------------------------------------------------------- |
| Bassin du Lac Onatchiway/Rivière Shipshaw        | Bassin de la Rivière Tête Blanche     | Bassin de la Petite Rivière Tête Blanche  | de l'Équerre, Ross                                                                       |
| Bassin du Lac Onatchiway/Rivière Shipshaw        | Bassin de la Rivière Tête Blanche     | Bassin du Ruisseau Rough                  | Taché, Frappe-à-Bord, Rioux, Rebelle                                                     |
| Bassin du Lac Onatchiway/Rivière Shipshaw        | Bassin de la Rivière Tête Blanche     | Bassin du Ruisseau Jeannot                | des Hommes, des Femmes                                                                   |
| Bassin du Lac Onatchiway/Rivière Shipshaw        | Bassin de la Rivière Tête Blanche     | Bassin du Ruisseau en l'Air               | de la Grange, en l'Air                                                                   |
| Bassin du Lac Onatchiway/Rivière Shipshaw        | Bassin de la Rivière Tête Blanche     | Bassin de la Rivière à la Hache           | Desmeules, de la Petite Hache, du Bois Sec, Laban, Boiteux, Léger, Mandan, Dobe          |
| Bassin du Lac Onatchiway/Rivière Shipshaw        | Bassin de la Rivière Tête Blanche     | Bassin de la Rivière Cannelle             | du Castor, Clair, Cannelle, McNaughton, Maurice, Kirkpatrick, Price 1 et 2, Revolver     |
| Bassin du Lac Onatchiway/Rivière Shipshaw        | Bassin de la Rivière Tête Blanche     | Bassin de la Rivière Beauséjour           | Silver, à David, Boyle, Edwards, du Docteur, à l'Écluse, des Deux Milles, Beauséjour     |
| Bassin du Lac Onatchiway/Rivière Shipshaw        | Bassin de la Rivière des Huit-Chutes  | Bassin du Ruisseau Harvey                 | de l'Ouragan, de l'Irlandais, Levasseur                                                  |
| Bassin du Lac Onatchiway/Rivière Shipshaw        | Bassin de la Rivière des Huit-Chutes  | Bassin de la Rivière des Huit-Chutes Est  | Fitzgerald, Brouillette, à Jack                                                          |
| Bassin du Lac Onatchiway/Rivière Shipshaw        | Bassin de la Rivière des Huit-Chutes  | Bassin de la Rivière du Sud               | Perron, des Huit-Chutes, à Jim                                                           |
| Bassin du Lac Onatchiway/Rivière Shipshaw        | Bassin de la Rivière Beauchesne       | Bassin du Crique Orignal                  | Orignal, Paul, Siamois                                                                   |
| Bassin du Lac Onatchiway/Rivière Shipshaw        | Bassin de la Rivière Beauchesne       | Bassin de la Rivière Beauchêne            | du Bouleau, Beauchesne, David (Grand)                                                    |
| Bassin du Lac Onatchiway/Rivière Shipshaw        | Bassin de la Rivière Onatchiway       | Bassin de la Rivière au Poivre            | au Poivre, des Neiges, du Godendard                                                      |
| Bassin du Lac Onatchiway/Rivière Shipshaw        | Bassin de la Rivière Onatchiway       | Bassin de la Rivière aux Épinettes Rouges | de la Souche, de l'Aiguille, du Mélèze                                                   |
| Bassin du Lac Onatchiway/Rivière Shipshaw        | Bassin de la Rivière Onatchiway       | Bassin de la Rivière des Petits Pins      | Simard, Bergeron (Petit), des Petits Pins, de la Bûche, Talbot, Hovington, des Policiers |
| Bassin du Lac Onatchiway/Rivière Shipshaw        | Bassin de la Rivière Onatchiway       | Bassin du Ruisseau des Baies              | des Baies, Fleurette, Chapeau                                                            |
| Bassin du Lac Onatchiway/Rivière Shipshaw        | Bassin de la Rivière Onatchiway       | Bassin du Ruisseau Travers                | Savage, Travers, McDonald, Minakan                                                       |
| Bassin du Lac Onatchiway/Rivière Shipshaw        | Bassin de la Rivière Onatchiway       | Bassin de la Rivière Onatchiway           | Louise, Florence, Grand, Saint-Martin, des Nymphes, Croche (Grand), Pétamban             |
| Bassin du Lac Onatchiway/Rivière Shipshaw        | Bassin du Ruisseau Solitaire          | Bassin du Ruisseau Onésime                | Onésime, Bernard, Denis                                                                  |
| Bassin du Lac Onatchiway/Rivière Shipshaw        | Bassin du Ruisseau Solitaire          | Bassin du Ruisseau Solitaire              | Solitaire, Germaine, Yvette                                                              |
| Bassin du Lac Onatchiway/Rivière Shipshaw        | Bassin de la Rivière du Portage       | Bassin du Ruisseau du Moineau             | Clair (Grand), Portage (Grand), Gustave                                                  |
| Bassin du Lac Onatchiway/Rivière Shipshaw        | Bassin de la Rivière du Portage       | Bassin du Ruisseau Choquette              | Portage (Petit), Choquette, du Père-Bergeron                                             |
| Bassin du Lac Onatchiway/Rivière Shipshaw        | Bassin de la Rivière du Portage       | Bassin de la Rivière du Portage           | Georges, Raymond, Berthe, à l'Anguille                                                   |
| Bassin du Réservoir Pipmuacan/Rivière aux Sables | Bassin de la Rivière Rouvray          | Bassin de la Rivière Rouvray              | Rouvray, aux Huards, Limpide, Éphémère                                                   |
| Bassin du Réservoir Pipmuacan/Rivière aux Sables | Bassin de la Rivière Vénus            | Bassin du Ruisseau Stelle                 | Stelle, Victorien, Grenier (Petit)                                                       |
| Bassin du Réservoir Pipmuacan/Rivière aux Sables | Bassin de la Rivière Vénus            | Bassin de la Rivière Vénus                | Rond, André, Azur, Vénus, Cécile, Margot, des Yvettes, de l'Arrivée, Jupiter             |
| Bassin du Réservoir Pipmuacan/Rivière aux Sables | Bassin du Ruisseau Alain              | Bassin du Ruisseau Alain                  | Alain, Neptune, Morphée, de l'Astéroide                                                  |
| Bassin du Réservoir Pipmuacan/Rivière aux Sables | Bassin de la Rivière Jérémy           | Bassin du Ruisseau Jean-Guy               | des Troglodytes, Jean-Guy, de l'Épervier                                                 |
| Bassin du Réservoir Pipmuacan/Rivière aux Sables | Bassin de la Rivière Jérémy           | Bassin de la Rivière Jérémy               | Maurice (Grand), Jérémy, Marie-Paul, Micron                                              |
| Bassin du Réservoir Pipmuacan/Rivière aux Sables | Bassin de la Rivière François-Paradis | Bassin du Ruisseau Morin                  | Morin, Matinal, du Chasse-Midi                                                           |
| Bassin du Réservoir Pipmuacan/Rivière aux Sables | Bassin de la Rivière François-Paradis | Bassin de la Rivière Florian              | des Quatre-Montagnes, Poisson, Florian, des Cendres, d'Un Mille                          |
| Bassin du Réservoir Pipmuacan/Rivière aux Sables | Bassin de la Rivière François-Paradis | Bassin de la Rivière François-Paradis     | Bergeron, Noir (Grand), du Carouge                                                       |
| Bassin du Réservoir Pipmuacan/Rivière aux Sables | Bassin du Ruisseau aux Oies           | Bassin du Ruisseau aux Oies               | Lawrence, aux Oies, Denise, Gertrude                                                     |
| Bassin du Réservoir Pipmuacan/Rivière aux Sables | Bassin du Ruisseau Éléphant           | Bassin de la Rivière des Sables           | des Sables, Micheline, Diana, Delisle                                                    |
| Bassin du Réservoir Pipmuacan/Rivière aux Sables | Bassin du Ruisseau Éléphant           | Bassin de la Rivière aux Castors          | Lionel, du Bavardage, de la Tête d'Orignal, des Perséides, Marcel                        |
| Bassin du Réservoir Pipmuacan/Rivière aux Sables | Bassin du Ruisseau Éléphant           | Bassin du Ruisseau Éléphant               | Marthe, à l'Ours, Éléphant, à Robinson                                                   |
| Bassin du Réservoir Pipmuacan/Rivière aux Sables | Bassin de la Rivière Jocelyn          | Bassin de la Rivière Brûlée               | Tremblay, Bob, Brûlé, Picard, Gravel                                                     |
| Bassin du Réservoir Pipmuacan/Rivière aux Sables | Bassin de la Rivière Jocelyn          | Bassin de la Rivière Jocelyn              | Miroir, du Mi-Carême, Madibule, du Présage                                               |
| Bassin du Réservoir Pipmuacan/Rivière aux Sables | Bassin de la Rivière Wapishish        | Bassin du Ruisseau Lucien                 | Phil, Gauthier, du Carcajou                                                              |
| Bassin du Réservoir Pipmuacan/Rivière aux Sables | Bassin de la Rivière Wapishish        | Bassin du Ruisseau Patrice                | de l'Odyssée, du Triton, du Caméléon                                                     |
| Bassin du Réservoir Pipmuacan/Rivière aux Sables | Bassin de la Rivière Wapishish        | Bassin de la Rivière Pierre               | Pierre, Élan, Verville, du Raid Harricana                                                |
| Bassin du Réservoir Pipmuacan/Rivière aux Sables | Bassin de la Rivière Wapishish        | Bassin de la Rivière Wapishish            | du Croque-Mitaine, Garceau, du Lagopède                                                  |
| Bassin de la Rivière Valin                       | Bassin de la Rivière Saint-Louis      | Bassin du Ruisseau Cécile                 | Moucheté, du Versant, du Loup-Cervier                                                    |
| Bassin de la Rivière Valin                       | Bassin de la Rivière Saint-Louis      | Bassin de la Rivière Saint-Louis          | Didyme, du Camp, de l'Hippocampe                                                         |

## Chalets
Le territoire de la ZEC est occupé par plus de 740 chalets répartis de cette manière entre les secteurs :
| #       | Nom du secteur | Nombre de chalets | Densité (chalets/km2) | Plan d'eau le plus peuplé (nb. de chalets) |
| ------- | -------------- | ----------------- | --------------------- | ------------------------------------------ |
| 1       | La Hache       | 149               | 0,54                  | Lac Desmeules (23)                         |
| 2       | Huit-Chutes    | 110               | 0,81                  | Lac des Huit-Chutes (46)                   |
| 3       | Louise         | 81                | 0,53                  | Lac Louise (22)                            |
| 4       | Beauséjour     | 80                | 0,45                  | Lac Beauséjour (23)                        |
| 5       | La Blanche     | 75                | 0,50                  | Lac Bergeron (22)                          |
| 6       | Poivre         | 71                | 0,53                  | Lac au Poivre (48)                         |
| 7       | Azur           | 64                | 0,55                  | Lac des Petits Pins (13)                   |
| 8       | Rouvray        | 40                | 0,33                  | Lac Rouvray (25)                           |
| 9       | Ross           | 39                | 0,27                  | Deuxième Lac Jeannot (12)                  |
| 10      | Portage        | 36                | 0,54                  | Grand Lac Clair (13)                       |
| TOTAL   | TOTAL          | 745               | -                     | -                                          |
| MOYENNE | MOYENNE        | 74,5              | 0,51                  | -                                          |

| #  | Nom du plan d'eau          | Nombre de chalets | Nom du secteur  | Nombre de villages |
| -- | -------------------------- | ----------------- | --------------- | ------------------ |
| 1  | Lac au Poivre              | 48                | Poivre          | 0                  |
| 2  | Lac des Huit Chutes        | 46                | Huit Chutes     | 1                  |
| 3  | Rivière des Huit Chutes    | 36                | Huit Chutes     | 2                  |
| 4  | Lac Rouvray                | 25                | Rouvray         | 0                  |
| 5  | Lac Beauséjour             | 23                | Beauséjour      | 1                  |
| 6  | Lac Desmeules              | 23                | La Hache        | 1                  |
| 7  | Lac Bergeron               | 22                | La Blanche      | 0                  |
| 8  | Lac Louise                 | 22                | Louise          | 0                  |
| 9  | Rivière à la Hache         | 17                | La Hache        | 2                  |
| 10 | Lac du Docteur             | 16                | Beauséjour      | 1                  |
| 11 | Lac Brûlé                  | 15                | La Hache        | 0                  |
| 12 | Lac de la Tente            | 15                | La Hache        | 0                  |
| 13 | Lac Culotte                | 14                | La Blanche      | 0                  |
| 14 | Lac Léger                  | 14                | La Hache        | 1                  |
| 15 | Grand Lac Clair            | 13                | Portage         | 0                  |
| 16 | Lac des Petits Pins        | 13                | Azur            | 0                  |
| 17 | Deuxième Lac Jeannot       | 12                | Ross            | 0                  |
| 18 | Rivière de la Tête Blanche | 12                | Ross/La Blanche | 0                  |
| 19 | Lac Solitaire              | 12                | Louise          | 0                  |
| 20 | Lac Vénus                  | 12                | Azur            | 0                  |
| 21 | Lac Éléphant               | 11                | La Blanche      | 0                  |
| 22 | Le Grand Lac               | 10                | Louise          | 0                  |
| 23 | Lac du Grand Portage       | 10                | Portage         | 1                  |
| 24 | Grand Lac Maurice          | 9                 | Azur            | 0                  |
| 25 | Lac Silver                 | 9                 | Beauséjour      | 1                  |
| 26 | Lac Boyle                  | 7                 | Beauséjour      | 0                  |
| 27 | Troisième Lac Jeannot      | 7                 | La Blanche      | 0                  |
| 28 | Lac Marcel                 | 7                 | Beauséjour      | 0                  |
| 29 | Lac Morin                  | 7                 | La Blanche      | 0                  |
| 30 | Lac Pauvre                 | 7                 | La Hache        | 0                  |

## Toponymie
Le toponyme « Onatchiway » tire son origine d'un dérivé du terme montagnais "unatshishineu" lequel se réfère à la tromperie, à la duperie, au stratagème. Selon la tradition orale, les Montagnais ou Innus auraient échappé à une poursuite iroquoise en bernant leurs ennemis en faisant usage de stratagèmes inusités.
Pendant plusieurs siècles, ce territoire situé à l'Est du Lac Onatchiway a fait partie des zones habituelles de chasse et de trappe des bandes montagnaises. Cette zec est parfois nommée ZEC Onatchiway-Est; l'ajout du point cardinal signifie simplement que le territoire est situé à l'Est du Lac Onatchiway.
Le toponyme "zec Onatchiway" a été inscrit le 5 août 1982 à la Banque des noms de lieux de la Commission de toponymie du Québec.